# Бариста
Бариста (шпански: ; „бармен“) је особа, обично запослени у кафићу, која припрема и служи напитке од кафе на бази еспреса, а често и чајеве.

## Етимологија
Реч бариста долази из италијанског и шпанског језика, где означава мушкарца или жену „бармена“ који обично ради за пултом и прави топла пића (као што је еспресо), хладна алкохолна и безалкохолна пића и грицкалице. Прието (2021) показује да је реч бариста документована од 1916. и на шпанском и италијанском језику.

## Примена
Док титула, занимање, није званично регулисанп, већина кафићи користе наслов да описују произвођача кафе и руковаоца апаратом за еспресо.
Баристи углавном руководе комерцијалним апаратима за еспресо, а њихова улога је припремање еспресо шота; Степен до којег је ово аутоматизовано или урађено ручно значајно варира, у распону од рада притиском на дугме до укљученог ручног процеса. Еспресо је ноторно избирљив напитак, а добро ручно прављење еспреса сматра се вештим задатком. Даље, припрема других напитака, посебно напитака на бази млека као што су капућино и лате, али и не-еспресо кафе као што је дрип или прес пот, захтева додатни рад и вештину за ефикасну припрему и на крају додатак лате арта. У Starbucks, запослени на шалтеру се називају „баристе“, иако је процес припреме потпуно аутоматизован.
Бариста је обично обучен да управља машином и припрема кафу на основу упутстава власника пржионице или кафетерије, док искуснији баристи могу имати дискреционо право да мењају начин припреме или експериментишу. Да би кафа била добра, потребно је обратити пажњу на низ корака, укључујући млевење зрна, вађење кафе, пенушање млека и сипање.
Осим припреме еспреса и других напитака и општег услуживања муштерија, вешти баристи стичу знања о целокупном процесу кафе како би ефикасно припремили жељену шољицу кафе, укључујући одржавање и програмирање машине, методе млевења, пржење и узгој биљака кафе, слично као што је сомелијер упознат са целокупним процесом производње и конзумирања вина. Бариста може да стекне ове вештине похађајући часове обуке, али се оне такође уче на послу.

## Такмичење
Формална такмичења бариста настала су у Норвешкој, а једно такво је Светско првенство бариста (World Barista Championships, WBC), које се одржава сваке године на различитим међународним локацијама. Баристе се такмиче широм света, али прво морају да се такмиче на такмичењу које се одржава у својој земљи да би се квалификовали за улазак у WBC. Дељење знања на WBC-у је заслужно за ширење напитка еспреса и тоника у Северну Америку.